# Der Mondreigen von Schlaraffis
Der Mondreigen von Schlaraffis ist eine Novelle von Ricarda Huch.

## Handlung
Dominik wächst in der kleinen, sehr vom Katholizismus geprägten Stadt Schlaraffis in der Westschweiz auf. Er arbeitet als Apotheker, führt ein sparsames, zurückgezogenes Leben und verbringt seine Zeit entweder am See bei den Fröschen oder in seinem Laboratorium. Dort arbeitet er daran, einen Farbton herzustellen, wie er ihn einmal bei einem Sonnenuntergang über dem See gesehen hat. Damit möchte er reich werden und dann ein glückliches Leben leben. Er ist fasziniert von einer in die Stadt zugezogenen Engländerin, die von den Stadtbewohnern „Frau Sälde“ genannt wird, weil sie wie eine gleichnamige Sagengestalt niemals die Kirche betritt. Die beiden unterhalten sich einmal, als sie sich am Seeufer zu ihm und den von ihm angelockten Fröschen gesellt, er zeigt ihr jedoch nie seine Zuneigung. Er möchte zunächst sein Glück machen und sie dann zu seiner Frau nehmen, was er sich in seiner Fantasie immer wieder ausmalt.
In Schlaraffis gibt es die Tradition, bei Vollmond auf einer Wiese nach einem alten, überlieferten Lied einen „Mondreigen“ zu tanzen. Der Pfarrer des Ortes ist gegen diese Tradition, da er sie für den Überrest heidnischen Brauchtums hält und außerdem glaubt, das regel- und sittenlose Tanzen könne zu unzüchtigem Verhalten anstiften. Er startet eine Petition zum Verbot des Mondreigens. Dominik tanzt zwar nie mit, schaut sich den Mondreigen aber gern an und erfreut sich daran. Als er seine Unterschrift unter die Petition verweigert, tun dies immer mehr seiner Mitbürger, und die Stadt wird in Befürworter und Gegner des Reigens gespalten.
Die Stadt wird von einem Gemeinderat regiert, dessen sieben Mitglieder bei den Bürgern sehr unbeliebt sind und scherzhaft „Die Sieben Todsünden“ genannt werden, weil jeder der Männer eine dieser Sünden verkörpert. Der Pfarrer überzeugt den Gemeinderat, den Reigen zu verbieten. Beim nächsten Vollmond versammeln sich wieder viele Bürger auf der Tanzwiese. Die jungen Männer pflücken im See Seerosen und überreichen sie den Frauen, die sich damit schmücken. Als der Tanz beginnt, marschieren bewaffnete Polizisten auf, die die Leute vertreiben sollen – stattdessen werden sie jedoch, allen voran von Frau Sälde, zum Mittanzen verführt.
Dominik und Frau Sälde werden nun von Pfarrer und Gemeinderat als Rädelsführer eines Widerstands gegen die Regierung angesehen. Frau Sälde wird vor den Rat bestellt und soll über ihr Leben und ihre Herkunft aussagen. Sie erzählt, mit dem Künstler Reinhold verheiratet gewesen zu sein, von dem sie aber schon geschieden war, bevor sie nach Schlaraffis zog. Dominik beschließt inzwischen, seine Apotheke zu verkaufen und die Stadt zu verlassen, weil er mit einer weit entfernten Fabrik in Verhandlung steht, die die von ihm erfundene Farbe herstellen soll. Frau Sälde liebt Dominik inzwischen auch und hofft vergeblich auf ein Zeichen seiner Zuneigung, das er sich aber immer noch für den Moment seines Triumphs, bei seiner Rückkehr als wohlhabender Mann, aufspart.
Der Gemeinderat möchte auch Frau Sälde loswerden und macht deshalb ihren früheren Ehemann, der wegen seines genialischen Auftretens den Spitznamen „Der Gottbegnadete“ trägt, ausfindig und will ihn überzeugen, Frau Sälde wieder zur Frau zu nehmen. Diese wird unter Druck gesetzt, indem der Pfarrer behauptet, ihre Scheidung sei ungültig, da sie in einem katholischen Land sei und die Kirche keine Scheidung vorsehe. Zudem fragt der Gemeinderat sie nach dem Verbleib eines Kindes, das sie angeblich nach der Trennung von ihrem Mann bekommen habe, das aber in Wahrheit nie existierte.
Frau Sälde wird in ihrer Wohnung von Reinhold überrascht, der sie vergeblich anfleht, ihn zurückzunehmen. Später geht sie an den See, in der Hoffnung auf ein „Zeichen“ von Dominik. Sie fährt mit einem Boot auf den See hinaus und bemerkt dann Reinhold und die „sieben Todsünden“, die sie verfolgen. In Panik fällt sie durch einen falschen Schritt ins Wasser. Sie wird herausgezogen, zurück in der Stadt stellt der neue Apotheker (Dominiks Nachfolger) aber ihren Tod fest.
Dominiks Rückkehr verzögert sich wegen technischer Schwierigkeiten bei der Herstellung der Farbe immer weiter. Er vermeidet den Kontakt mit seiner Heimatstadt und hat deshalb von Frau Säldes Tod nichts erfahren. Als er nach Jahren endlich zurückkehrt, mit der Hoffnung auf eine gemeinsame Zukunft mit ihr, ist sie schon beinahe vergessen – ebenso wie die schon lange nicht mehr gepflegte Tradition des Mondreigens. Dominik blickt zurück auf ein verfehltes Leben: Er ist jetzt zwar reich, hat aber nur einen einzigen wirklich glücklichen Moment erlebt – und auch diesen nur in einem Traum.

## Rezeption
Hans Bethge nennt Der Mondreigen von Schlaraffis in seinem Vorwort „eine der anmutigsten“ von Huchs Erzählungen und betont die „reizvolle Verquickung von Romantik und Wirklichkeit“.

## Ausgaben
Die Erstausgabe der Novelle erschien 1896 im Haessel Verlag in Leipzig. 1907 erschien eine Ausgabe mit einem Vorwort von Hans Bethge. 1981 entstand im Rahmen einer Master-Arbeit eine englische Übersetzung unter dem Titel The Moondance of Schlaraffis von Georgina Kraus.

## Sekundärliteratur
- Joan Sanders: Development of the Woman in the Major Short Stories ans Novels of Ricarda Huch. Master-Arbeit eingereicht bei der University of British Columbia, Vancouver, British Columbia 1962, OCLC 1477915101, doi:10.14288/1.0105728 (mit Link zum PDF; 6,0 MB).
- Daniela Näf: Ricarda Huch: Erzählungen. Eine erzähltheoretische und inhaltliche Untersuchung anhand vier ausgewählter Beispiele: „Die Goldinsel“, „Der Mondreigen von Schlaraffis“, „Graf Mark und die Prinzessin von Nassau-Usingen“, „Der falsche Grossvater“. Diplomarbeit, Universität Zürich, 1991, OCLC 1284665408.